# San Bartolo, Nuevo León
San Bartolo är en ort i Mexiko.   Den ligger i kommunen Cadereyta Jiménez och delstaten Nuevo León, i den centrala delen av landet, 700 km norr om huvudstaden Mexico City. San Bartolo ligger 317 meter över havet och antalet invånare är 141.
Terrängen runt San Bartolo är platt, och sluttar brant österut. Runt San Bartolo är det ganska tätbefolkat, med 52 invånare per kvadratkilometer. Närmaste större samhälle är Cadereyta, 4,9 km norr om San Bartolo. Trakten runt San Bartolo består i huvudsak av gräsmarker.